# 弗什罗勒
弗什罗勒（法語：Feucherolles，法語發音：[føʃʁɔl]）是法国伊夫林省的一个市镇，位于该省中部偏北，属于圣日耳曼昂莱区。

## 地理
弗什罗勒（48°52'23"N, 1°58'23"E）面积12.85 平方千米，位于法国法蘭西島大區伊夫林省，该省份为法国北部内陆省份，北起瓦兹河谷省，西接厄尔省，西南接厄尔-卢瓦省，东南接埃松省，东临上塞纳省。
与弗什罗勒接壤的市镇（或旧市镇、城区）包括：尚布尔西、沙沃奈、克雷皮耶尔、达夫龙、奥热瓦勒、普瓦西、圣农拉布勒泰什。

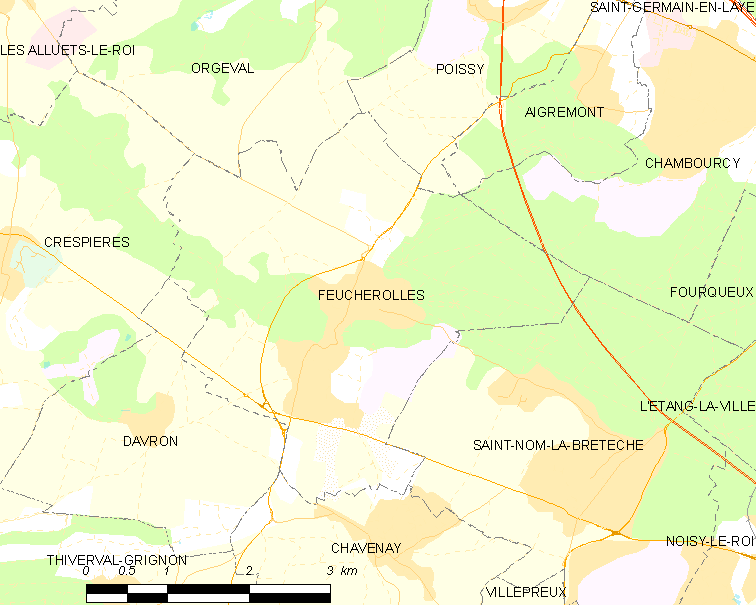
弗什罗勒的OSM定位图

弗什罗勒的时区为UTC+01:00、UTC+02:00（夏令时）。

## 行政
弗什罗勒的邮政编码为78810，INSEE市镇编码为78233。

## 政治
弗什罗勒所属的省级选区为塞纳河畔维尔讷伊县。

## 人口

1962-2008年间弗什罗勒人口变化图示

弗什罗勒于2022年1月1日时的人口数量为3038人。